# Beyond the Blue Neon
Beyond the Blue Neon è il nono album in studio del cantante di musica country statunitense George Strait, pubblicato nel 1989.

## Tracce
1. Beyond the Blue Neon – 2:56 (Larry Boone, Paul Nelson)
2. Hollywood Squares – 2:45 (Larry Cordle, Wayland Patton, Jeff Tanguay)
3. Overnight Success – 3:10 (Sanger D. Shafer)
4. Ace in the Hole – 2:39 (Dennis Adkins)
5. Leavin's Been Comin' (For a Long, Long Time) – 3:01 (Sonny Throckmorton, Joseph Allen, Dave Kirby)
6. Baby's Gotten Good at Goodbye – 3:30 (Tony Martin, Troy Martin)
7. What's Going On in Your World – 3:28 (David Chamberlain, Royce Porter, Red Steagall)
8. Angel, Angelina – 3:14 (L. David Lewis)
9. Too Much of Too Little – 2:20 (Curtis Wayne)
10. Oh Me, Oh My, Sweet Baby – 2:27 (Tom Shapiro, Michael Garvin)